# Мохан Лал Сухадия
Мохан Лал Сухадия (хинди मोहन लाल सुखाड़िया, англ. Mohan Lal Sukhadia; 31 июля 1916, Джхалавар — 2 февраля 1982, Биканер) — индийский политик, государственный деятель, который занимал пост главного министра штата Раджастхан в течение 17 лет (1954—1971). Занимал посты губернатора штата Карнатака, Андхра-Прадеш и Тамилнад.

## Биография
Родился в семье джайнистов. Окончил технологический институт в Бомбее. Борец за независимость Индии от британских властей.
С 1946 года был членом Исполнительного комитета общественной организации Всеиндийских Штатов народов Индии. Участвовал в Августовском движении. Подвергался преследованиям, арестовывался и заключён в тюрьму, где пробыл полтора года. Член Индийского национального конгресса.
Был назначен главным министром штата Раджастхан в возрасте 38 лет и отвечал за проведение крупных реформ и изменений в Раджастхане. Провёл земельные реформы, приложил много усилий по Развитию в сфере здравоохранения и образования. За это его до сих пор широко почитают как «основателя современного Раджастхана».